# 印度棱龜
印度棱龜（Pangshura tecta），又名印度棱背龜或印度鋸背龜，是南亞主要河流的一種龜。

## 特徵
印度棱龜的龜殼高起，呈蓋形，龍骨在第三節脊骨的結節完結。後邊緣有輕微的鋸齒。頸背殼細小及呈方形。第一節脊骨的形狀各有不同，成年的前方較窄及有彎曲的側線，幼龜的則有直的側線。第三節脊骨向後突起，接觸到較長的第四節脊骨。第五節脊骨較其他的都要闊。胸甲很大，幼龜的兩側起角。喉部與肱骨的接縫成直角。腋窩及腹股溝很大。頭部中等，吻短。顎骨邊有鋸齒，上顎中央沒有鋸齒。上頜骨牙槽面在近內側脊起。下頜骨比眼窩直徑短。四肢有鱗片。龜殼呈橄欖色，幼龜有一些黑點，尤其是在頭三節脊骨的後邊。成年的龜殼較為一致。胸甲呈橙色或紅色，有黑點，邊緣褐色及有黃色外邊。頭部黑色，顎部及兩側橙色。頸部黑色而有黃線，四肢呈深橄欖色及有黃點。龜殼長達9吋。
雄龜較雌龜鮮艷，尾巴也較長及厚。雌龜則較為大隻。

## 分佈及棲息地
印度棱龜分佈在巴基斯坦及印度的恆河、布拉馬普特拉河及印度河，且也在默哈讷迪盆地出沒。牠們是較為寂靜的龜，棲息在較靜的河流、池塘及水箱中。牠們也會在半鹹水的海岸出沒。河床柔軟及有豐富水生植物的環境很適合牠們居住。
印度棱龜會在早上哂太陽，可以幫助牠們保持體溫及合成維他命D。

## 生命周期
雄性印度棱龜在繁殖期前的10月會長出一個細小的結節，可以在示愛時探入到雌龜的泄殖腔，於3月會自行脫落。雄龜在示愛時會游近或攬著雌龜。牠們會在1月或3月生蛋。在孟加拉的印度棱龜會有兩次生蛋期，介乎12月至1月中及2月中至3月末。牠們會挖一個14-20厘米深的巢。
印度棱龜每次會生3-14隻蛋。蛋呈白色，長3.5-4.5厘米，闊2.1-2.9厘米，孵化時會變為藍色。孵化期為70-144日。初出生的幼龜龜殼長3.4-3.5厘米，重7克。
印度棱龜是雜食性動物，主要吃鳳眼蘭等水生植物及蟹等動物，牠們亦會吃腐肉。

## 保育現況
印度棱龜現屬於濒临绝种野生动植物国际贸易公约附錄一的保育級別。

## 外部連結
- TIGR Reptile Database上的Kachuga tecta